# Guennadi Kouzmine
Pour les articles homonymes, voir Kouzmine.
Guennadi Pavlovitch Kouzmine est un joueur d'échecs et un entraîneur soviétique puis ukrainien né le 19 janvier 1946 à Mariinsk (RSFSR, URSS) et mort le 28 février 2020 à Louhansk (Ukraine).
Grand maître international depuis 1973 et champion d'Ukraine à trois reprises, il remporta les tournois internationaux de Hastings 1973-1974, Reggio d'Émilie 1976-1977 et de Dortmund 1981. Kouzmine finit septième du tournoi interzonal de Léningrad en 1973.

## Biographie et carrière

### Champion  d'Ukraine
Guennadi Kouzmine remporta le championnat d'Ukraine en 1969, 1989 et 1999.

### Championnats d'URSS
Kouzmine participa à onze finales du championnat d'URSS (en 1965, 1967, 1972, 1973, 1974, 1977, 1978, 1980-1981, 1981, 1990 et 1991). Ses meilleurs résultats furent une 2e-6e place derrière Boris Spassky en 1973, ex æquo avec Anatoli Karpov, Viktor Kortchnoï, Tigran Petrossian et Lev Polougaïevski, et une 3e-5e place en 1972 (victoire de Mikhaïl Tal),.  

### Tournois interzonaux
En 1973, Kouzmine termina septième (sur dix-huit) du tournoi interzonal de Léningrad  qualificatif pour le tournoi des candidats au championnat du monde d'échecs. En 1979, lors de l'interzonal de Riga, il finit huitième sur dix-huit participants.

### Tournois internationaux
Kouzmine a participé à de nombreux tournois. Il a remporté le Tournoi de Hastings en 1973-1974 (ex æquo avec László Szabó, Jan Timman et Mikhaïl Tal), le tournoi de Reggio d'Émilie en 1976-1977, le tournoi de Bakou 1977 (championnat de première ligue d'URSS, +6 =11) et Tallinn 1979.
Au début des années 1980, il finit premier à Kladovo 1980, au tournoi de Dortmund 1981 (ex æquo avec Speelman et Ftacnik) et celui de Bangalore en 1981. Par la suite, il a également remporté les tournois de Bad Wörishofen 1986 Tachkent en 1987, l'open de Bienne 1988, le tournoi de Kherson 1989 (demi-finale du championnat d'URSS, ex æquo avec Igor Novikov et le tournoi d'été de Berlin (Berliner Sommer) en 1994. 
En 1991, Kouzmine finit deuxième du tournoi open de Moscou, ex æquo avec Kramnik et Vassioukov (tournoi remporté par Vaganian). En 1992, il termina deuxième du tournoi de Saint-Pétersbourg. En 1994 et 2003, il finit premier à Alouchta.

### Fin de carrière
Dans les années 1990 et 2000, Kouzmine entraîna le champion du monde FIDE Ruslan Ponomariov et la championne Kateryna Lagno.
En 1993, il finit troisième ex æquo du tournoi zonal de Mykolaïv
En 2015, la Fédération internationale des échecs (FIDE) et l'Association of Chess Professionals (ACP) lui décernèrent le prix ACP-FIDE des vétérans distingués d'un montant de cinq mille dollars.

### Compétitions par équipe
Guennadi Kouzmine remporta quatre olympiades universitaires (championnats du monde par équipe des moins de 26 ans) avec l'équipe d'Union Soviétique (en 1966, 1967, 1968 et 1971).
En 1973, il remporta le Championnat d'Europe d'échecs des nations avec l'équipe soviétique et la médaille d'argent individuelle au huitième échiquier et la médaille d'or par équipe.
Lors de l'olympiade d'échecs de 1974 à Nice, bien que deuxième remplaçant, il marqua 12,5 points sur 15 (+10 =5) et reçut la médaille de bronze individuelle et la médaille d'or par équipe.
En 1984, il gagna la Coupe d'Europe des clubs d'échecs avec l'équipe de Moscou Troud. En 1994, son équipe du  Garant-Donbass Alchevsk finit troisième de la coupe d'Europe.